# Svensk visetradition
Med den svenske visetradition henvises der som regel til den tradition for kunstviser i svensk litteratur der starter med Carl Michael Bellman. Fra midten af det 18. århundrede og frem til i dag har hver generations digtere fornyet traditionen. Digtere som Gunnar Wennerberg, Dan Andersson, Birger Sjöberg, Evert Taube og Cornelis Vreeswijk har alle bidraget med vidt forskellige viser om vidt forskellige emner.
På dansk findes der ikke nogen tilsvarende tradition; i hvert fald ingen som tåler sammenligning med den svenske. Kalliope har et par hundrede danske drikkeviser, især fra perioden 1750–1850, men kun et lille mindretal heraf huskes, endsige synges i dag.
Derimod har Bellman altid været kendt og skattet i Danmark. Således er melodierne til hans Epistlar og Sånger hyppigt blevet anvendt i vaudeviller af Heiberg og Hostrup. Heibergs tilbragte sommeren 1832 i Hirschholm (nu Hørsholm) sammen med Hertz og dyrkede her Bellmans sange (se nærmere i Kalliope).
I 1900-tallet indsang Aksel Schiøtz Bellman-viser.